# Кайете, Луи-Поль
Луи Поль Кайете́ (фр. Louis Paul Cailletet; 21 сентября 1832 — 5 января 1913) — французский физик и изобретатель, член Парижской академии наук. Крупнейшей заслугой Кайете является получение жидкого кислорода в конце 1877 года.

## Биография
Родился в Шатийон-сюр-Сене. По завершении Горного института (École des mines), заведовал чугуноплавильными заводами своего отца, что дало ему возможность изучить металлургические процессы, о которых он напечатал ряд работ в «Comptes rendus» Парижской академии наук, в которую был избран в 1884 году. Умер 5 января 1913 года в Париже.

## Работы по ожижению газов

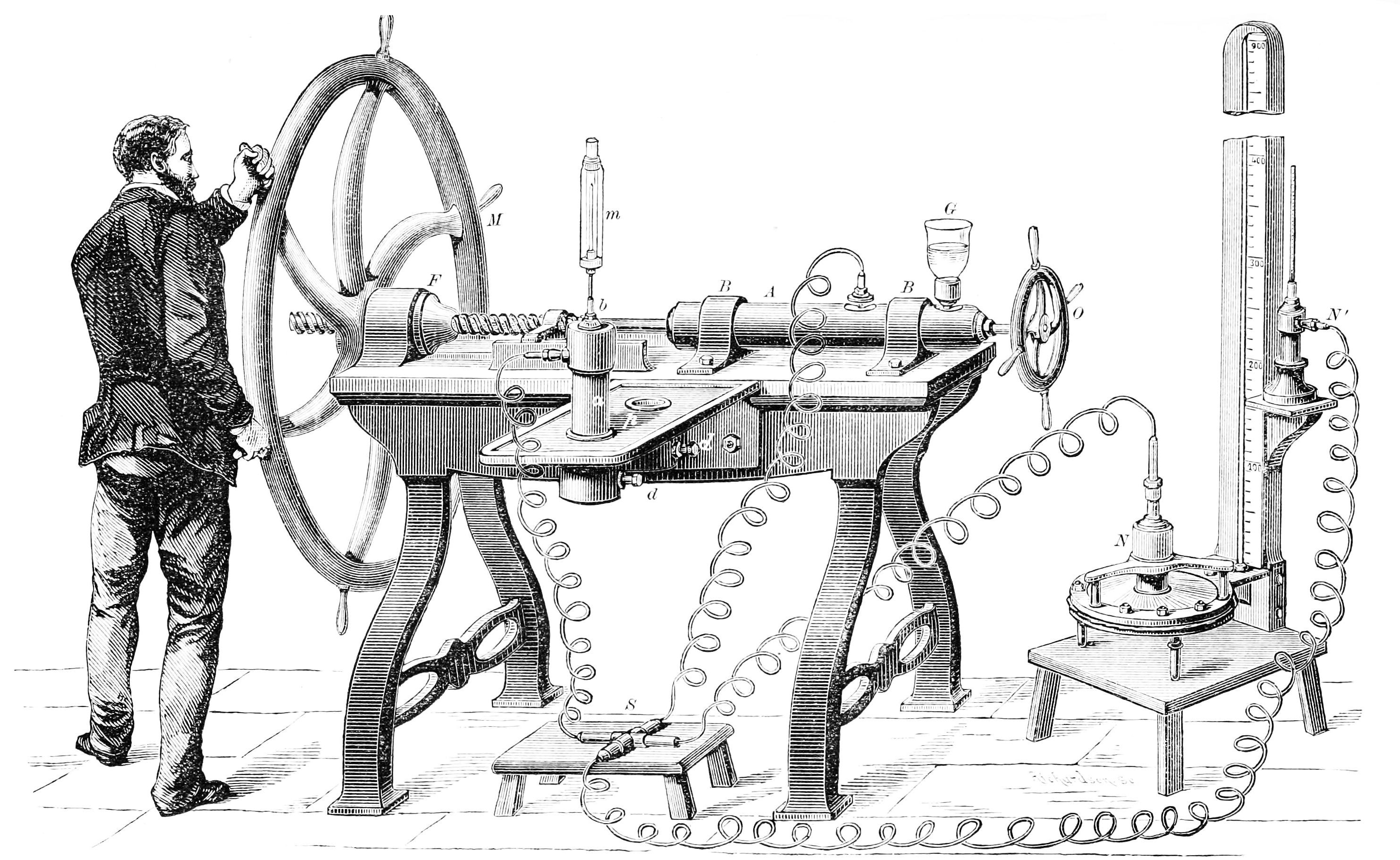
Аппарат Кайете для сжижения газов.

Как и многие свои предшественники, Кайете начал с попыток ожижения ацетилена под высоким давлением. По расчётам предполагалось, что для этого потребуется давление около 60-ти атмосфер.
Однако во время эксперимента аппаратура дала течь и сжимаемый газ стал просачиваться наружу. Кайете успел заметить, что в сосуде на мгновение образовалось небольшое облачко. Первоначально он объяснил данное событие присутствием примесей в ацетилене. Позже, получив чистый ацетилен из лаборатории, он вновь повторил опыт. И вновь появилось облачко. Теперь он был уверен в том, что наблюдал конденсацию ацетилена.
Ещё раз проверив все результаты, Кайете принялся к ожижению атмосферных газов, начав с кислорода. Доведя давление кислорода в сосуде до 300 атмосфер и подвергнув его охлаждению до −29 °C, Кайете окружил его испаряющимся диоксидом серы. Когда давление резко упало, он снова наблюдал образование облачка конденсирующихся капель.
Академии наук Кайете предоставил отчёт о получении жидкого кислорода 24 декабря 1877 года, но оказалось, что ещё два дня назад свой отчёт о ожижении кислорода отправил физик из Женевы Рауль Пикте. Тот писал, что сумел получить жидкий кислород при давлении 320 атмосфер и температуре −140 °C.
Выходило так, что первооткрывателем способа ожижения газа должен был стать Пикте. Однако оказалось, что ещё 2 декабря Кайете отправил письмо с подробнейшим описанием эксперимента в Париж своему другу Анри Девилю, который тотчас доставил письмо секретарю академии наук. Так Кайете официально стал первым человеком, сумевшим получить жидкий кислород.

## Память
- В честь Кайете назван один из астероидов главного пояса (13219) Кайете.
- Улицы Кайете есть в Париже и Дижоне.